# Hjortstamia percomis
Hjortstamia percomis är en svampart som först beskrevs av Berk. & Broome, och fick sitt nu gällande namn av Boidin & Gilles 2003. Hjortstamia percomis ingår i släktet Hjortstamia och familjen Phanerochaetaceae.   Inga underarter finns listade i Catalogue of Life.